# 瑟奇·沃霍尔
瑟奇·沃霍尔（英語：Serge Vohor，1955年4月23日—2024年11月22日）是一名瓦努阿图政治人物，曾三度出任外交部長，四度出任瓦努阿图总理。2015年10月，瑟奇·沃霍尔因為涉嫌受賄被判入獄三年。